# Esferas de Amazon
Las esferas de Amazon (en inglés: Amazon Spheres o The Spheres) son tres invernaderos esféricos que contienen parte de la sede de Amazon en Seattle, Washington, Estados Unidos. Diseñadas por el estudio de arquitectura NBBJ y el estudio de paisajismo Site Workshop, sus tres esferas de vidrio están cubiertas con paneles pentagonales que forman tres hexecontaedros pentagonales y sirven como sala de estar para los empleados y como espacio de trabajo. Las esferas, que tienen entre tres y cuatro pisos de altura, albergan cuarenta mil plantas, además de espacios para reuniones y tiendas. Están situadas al lado del edificio Day 1 en Lenora Street. El complejo abrió a los empleados de Amazon y, con limitaciones, al público el 30 de enero de 2018. Las esferas están reservadas principalmente para los empleados de Amazon, pero están abiertas al público a través de visitas semanales a la sede de la compañía y una exposición en la planta baja.

## Diseño

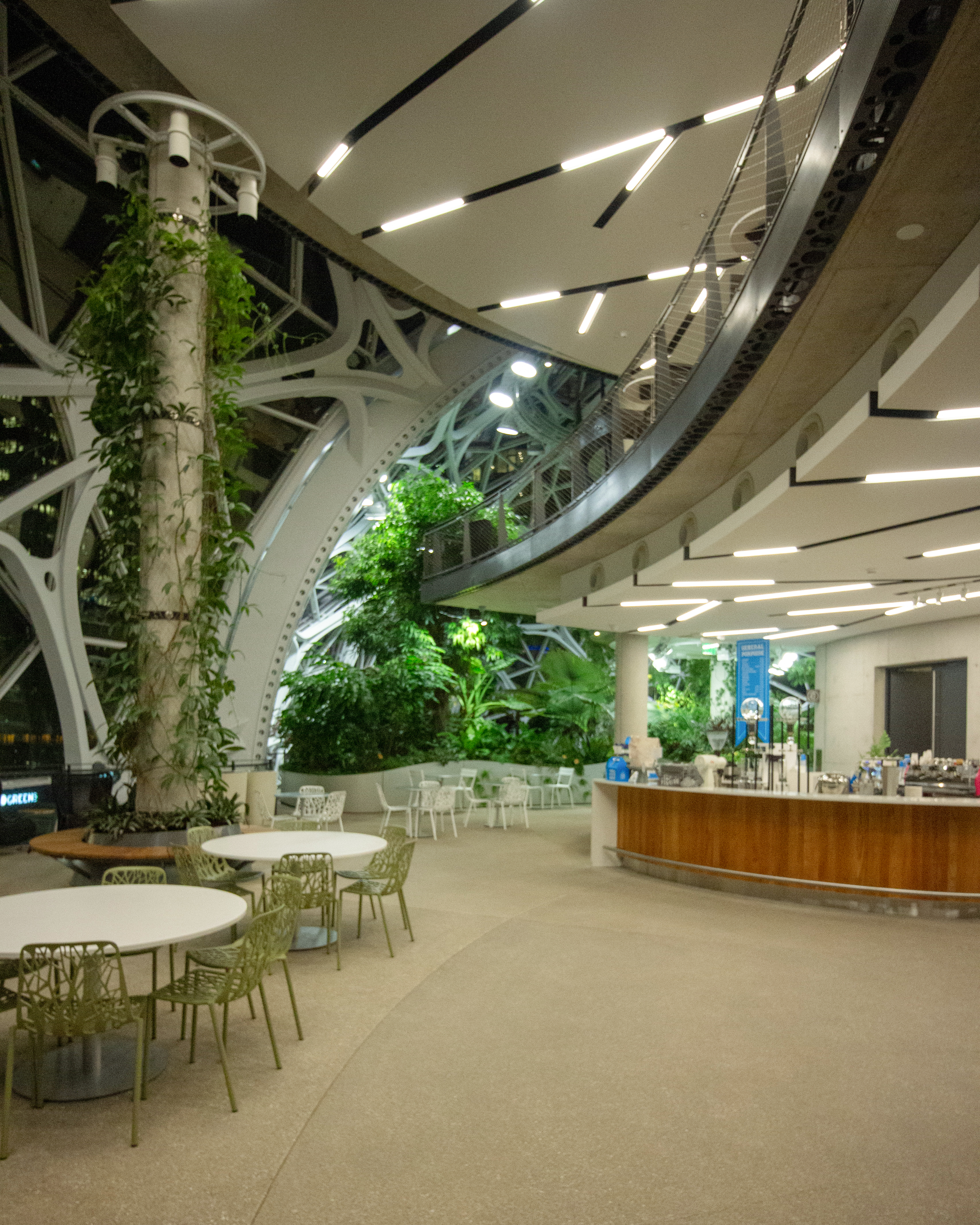
Zona común y cafetería en la esfera central.

Las esferas están situadas a lo largo de Lenora Street, entre la Sexta y la Séptima Avenida, bajo el edificio Day 1, en el campus de Amazon en Seattle. Las tres cúpulas esféricas, que se intersecan entre sí, oscilan entre 24 y 29 metros de altura y ocupan la mitad de una manzana. En su construcción se usaron más de 560 toneladas de acero y 2600 paneles de vidrio, dispuestos como pentágonos que forman un hexecontaedro pentagonal.
La esfera más grande, la central, tiene cuatro pisos de altura y 300 m² de superficie; alberga la cafetería, la escalera, ascensores y aseos. El hueco de la escalera está cubierto por una pared de cultivo de cuatro pisos de altura con veinticinco mil plantas, incluidas especies carnívoras procedentes de Asia. Las esferas tienen espacios para reuniones, mesas y bancos con capacidad para un total de ochocientas personas.
El complejo, apodado «las pelotas de Bezos» por los medios de comunicación, se ha convertido en un lugar reconocible y una atracción turística de la zona del Denny Triangle desde que empezó su construcción. La estructura ha sido comparada con la emblemática Space Needle, construida en la ciudad como un monumento futurista para la Century 21 Exposition de 1962. El diseño de las esferas muestra influencias del diseño biofílico, al incorporar la naturaleza al entorno construido.

## Flora

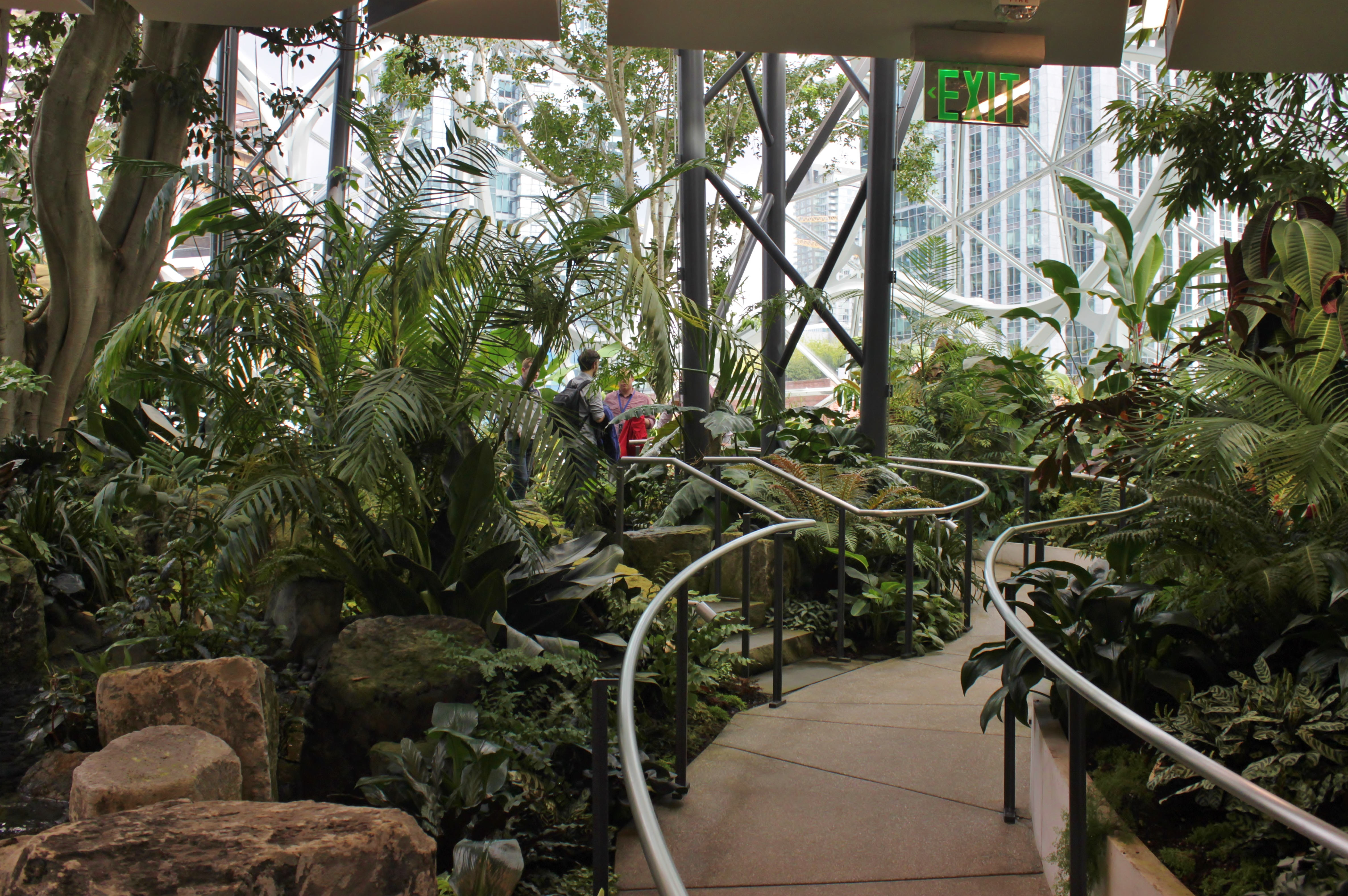
Interior de las Amazon Spheres, un espacio de oficinas y jardín botánico con vegetación tropical en la sede de Amazon en Seattle

Las esferas tienen cuarenta mil plantas procedentes de cincuenta países diferentes, divididas en tres zonas, con las cúpulas occidental y oriental dedicadas al Viejo Mundo y al Nuevo Mundo, respectivamente. Su espacio interior se mantiene a una temperatura de 22 °C y una humedad del 60 % durante el día. Amazon contrató a un horticultor a tiempo completo para que cultivara las cuarenta mil plantas del edificio durante un periodo de tres años en un invernadero situado en Redmond. Amazon donó parte del espacio de este invernadero al programa de botánica de la Universidad de Washington durante la renovación de su edificio de ciencias de la vida en 2016. Entre los cuarenta o cincuenta árboles que contienen las esferas, el mayor es un Ficus rubiginosa de 17 m de altura apodado «Rubí», que fue colocado en las esferas por una grúa en junio de 2017.
Una «flor cadáver» Amorphophallus titanum llamada «Morticia» floreció durante cuarenta y ocho horas en octubre de 2018, atrayendo a cinco mil visitantes a las esferas, ya que Amazon abrió el edificio al público durante un tiempo limitado. En junio de 2019, floreció una flor cadáver más alta, llamada «Bellatrix», lo que propició otra apertura al público que atrajo a grandes multitudes.

## Historia

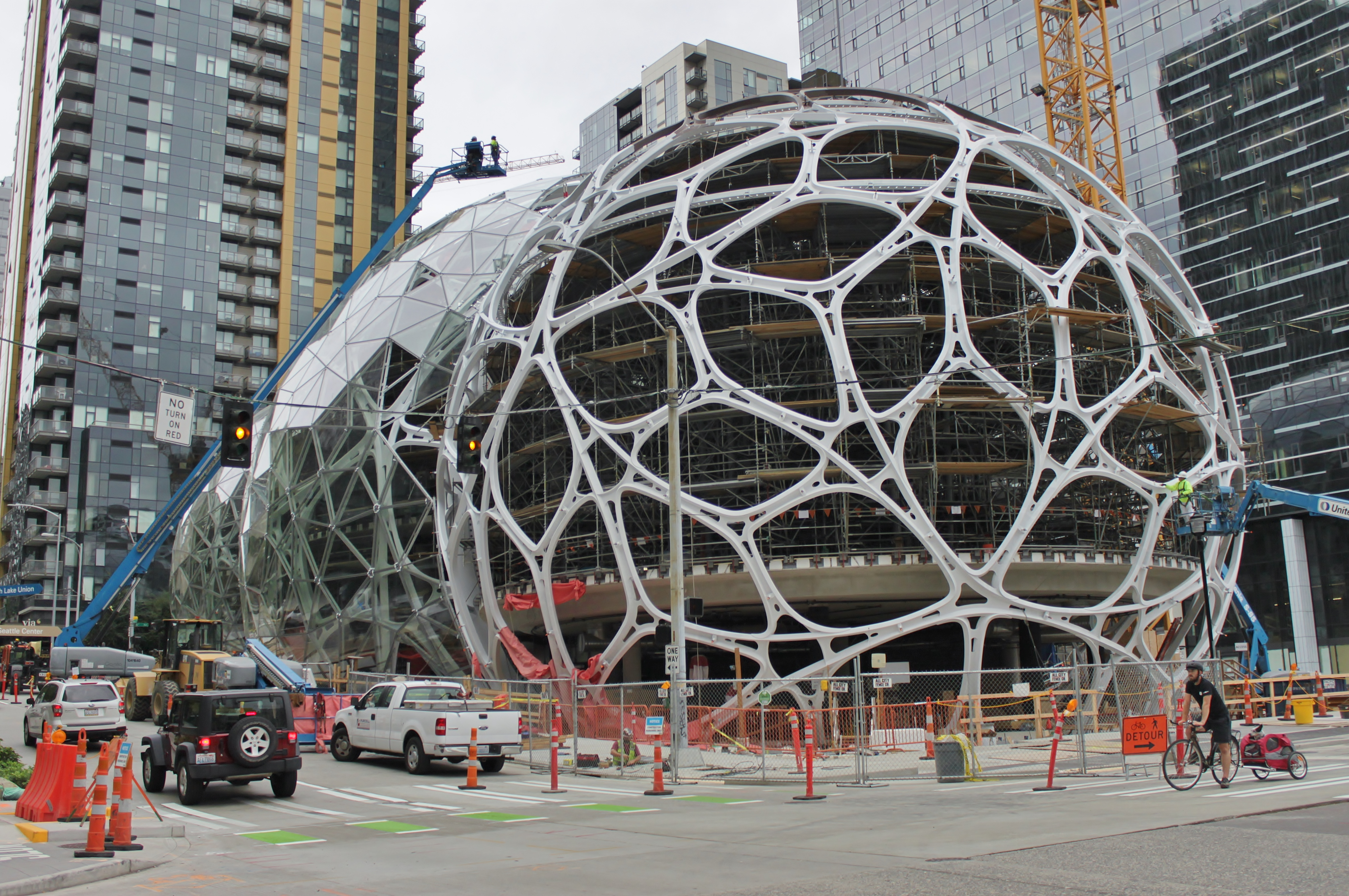
La estructura de acero de la esfera oriental en agosto de 2016, durante la instalación del vidrio.

Amazon empezó a planificar la construcción de un gran campus en Seattle a principios de la década de 2010, y en 2012 compró tres manzanas en la zona del Denny Triangle. El diseño original de la segunda torre del complejo incluía un edificio de seis plantas con espacios de trabajo flexibles y un centro de reuniones, pero posteriormente fue sustituido por un invernadero esférico. El nuevo diseño de NBBJ, que había estado en desarrollo desde 2012, fue presentado al público en mayo de 2013, provocando reacciones encontradas en la junta de revisión de proyectos de la ciudad. Al mismo tiempo que fue alabado por ser un diseño audaz, fue criticado por la ausencia de protección contra la lluvia, la falta de acceso público y la gran cantidad de energía necesaria para climatizar las instalaciones. En agosto de ese mismo año, NBBJ presentó un nuevo diseño en el que sustituyeron las estructuras de acero bajo el vidrio con formas orgánicas llamadas «esferas de Catalan». La junta de revisión de proyectos de la ciudad aprobó el diseño en octubre, después de que se realizaran ligeros cambios en la estructura.
La construcción de las esferas empezó en 2015, y las primeras piezas de la estructura de acero fueron erigidas en febrero de 2016. El acero fue pintado de blanco y cubierto con paneles de vidrio, que fueron instalados a partir de abril de ese año. La primera planta, un helecho arbóreo australiano, fue trasladada del invernadero de Redmond a las esferas en mayo de 2017.
Las esferas fueron inauguradas el 29 de enero de 2018 por Jeff Bezos, fundador y director ejecutivo de Amazon; Jenny Durkan, alcaldesa de Seattle; Dow Constantine, presidente del condado de King; y Jay Inslee, gobernador de Washington. Bezos abrió ceremonialmente el complejo usando un asistente virtual Alexa. Abrió para los trabajadores de Amazon al día siguiente, al igual que una exposición pública en la planta baja llamada Understory. El público puede acceder a ellas como parte de las visitas guiadas semanales del campus de Amazon y también están abiertas al público, con reserva previa, dos sábados al mes.